# ソフォス
ソフォス (英語：Sophos) は、コンピュータセキュリティのソフトウェアおよびハードウェアを開発・提供するベンダーである。通信エンドポイント、暗号化、ネットワークセキュリティ、電子メールセキュリティ、モバイルセキュリティ、統合脅威管理製品を提供する。主に法人向けにセキュリティを提供することに注力している。
ソフォスラボ (SophosLabs) は、同社の脅威解析センターのグローバルネットワークである。
ソフォスの一般ユーザー向けのブログ「Naked Security」は多くの受賞歴がある。

## 会社概要
ソフォスは、Jan Hruska (ヤン・フルスカ) および Peter Lammer (ピーター・ラマー) により設立された、コンピュータソフトウェアおよびハードウェアを扱うイギリスの民間企業である。本社所在地はイギリス、アビンドン。
オーストラリア、オーストリア、カナダ、ドバイ (UAE)、フランス、ドイツ、ハンガリー、イタリア、インド、日本、オランダ、ポーランド、シンガポール、スペイン、スウェーデン、スイスに子会社がある。
ソフトウェア開発と脅威分析センター (SophosLabs) は、アビンドン (イギリス)、アフマダーバード (インド)、ブダペスト (ハンガリー)、シドニー (オーストラリア)、バンクーバー (カナダ) に配置されている。これらの SophosLabs はすべて、脅威およびマルウェアの解析センターとして稼働している。加えて、アビンドンではアンチウイルスおよび UTM が開発され、ブダペストでは Android、ファイアウォール、スパム対策、URL 関連、クラウド技術のいずれかと、主要バックエンドシステムが開発され、リンツでは暗号技術が開発されている。
従業員が 2,000 名を超える企業へと成長し、現在はヨーロッパを基盤とする最大規模のコンピュータセキュリティ会社である。顧客企業は 150 か国以上、10 万社を超え、ユーザーは1億人に上る。

## 歴史
1980 年代に Jan Hruska (ヤン・フルスカ) と Peter Lammer (ピーター・ラマー) により設立され、最初のアンチウイルス製品と暗号化製品の開発と提供を開始。
1980 年代後半から 1990 年代になる頃は、イギリスにおいて、多数のユーザー (個人・法人) 向けの暗号化ツールなど、広範なセキュリティ技術の開発・販売を主に手掛けた。
1990 年代後半には、アンチウイルス技術の開発と販売に全力を注ぎ、世界的な販売戦略に乗り出した。その一方で、子会社の事業もいくつか開始し、チャネルパートナーに特化した販売戦略を進めた。
1990 年代後半から 2000 年代前半にかけて、一連のデータセキュリティおよび保護ツールおよびリモートデバイス管理ツールをソフォス製品に加えた。
1997 年、日本国内で Sophos Anti-Virus の販売開始。
2000 年 10 月、ソフォス株式会社設立。
2006 年、Peter Gyenes (ピーター・ジェニス) と Steve Munford (スティーブ・マンフォード) がそれぞれソフォスの会長と CEO に任命。創業者の Jan Hruska (ヤン・フルスカ) と Peter Lammer (ピーター・ラマー) は取締役会のメンバーを継続した。
2010 年、ソフォスの株式の過半数が Apax 社に売られる。
同年、Micro Focus International 社で Group CFO を務めていた Nick Bray (ニック・ブレイ) がソフォスの CFO に任命された。
2011 年、独 Utimaco Safeware AG (ウティマコ セーフウェア) 社が、シリアなどの政府向けに販売しているパートナーにデータ監視および追跡ソフトウェアを供給していると非難された。ソフォスは謝罪の声明を出し、問題となっているパートナーとの取引を停止し、徹底的な調査を開始したことを発表した。
2012 年、ハンガリーのウイルス対策ベンダー、VirusBuster 社の廃業後に残された事業を買収。VirusBuster 社の開発者とマルウェアアナリストは全員、ハンガリーのブダペストに設立された新しいラボでソフォスに加わった。
2012 年、Corel Corporation の CEO であった Kris Hagerma (クリス・ヘイゲルマン) がソフォスの CEO に任命され、会社の取締役会に加わった。それまで CEO であった Steve Munford (スティーブ・マンフォード) は、取締役会の非常勤会長に就任した。
2000 年代には、統合脅威管理 (UTM) 製品も幅広く手掛けた。
2014 年、Mojave Networks 社 (米国カリフォルニア州サンマテオ) を買収し、クラウド管理およびアプライアンスベースのセキュリティソリューションを強化した。

## 買収と連携
2003 年 9 月から 2006 年 2 月まで、動的なプログラミング言語のプログラミングツールを開発する米 ActiveState 社の親会社となった。2006 年 2 月には、バンクーバーを基盤とする投資会社 Pender Financial 社に売られ、米 ActiveState は独立企業になった。
2007 年、米国オハイオ州を拠点として、セキュリティポリシーコンプライアンスおよびネットアクセスコントロール (NAC) 製品を開発・販売していた米 ENDFORCE 社を買収。
2008 年 7 月、独 Utimaco Safeware AG 社を買収する意思があることを発表。
2009 年 7 月、独 Utimaco Safeware AG 社の統合を完了。
2010 年 5 月、プライベートエクイティ (PE、未公開株) 投資会社の英 Apax Partners (エイパックスパートナーズ) に、ソフォスの株式の過半数を販売することで最終合意に達した。
2011 年 5 月、ネットワークセキュリティソリューションの株式非公開プロバイダーであるAstaro社 (本社: 米国マサチューセッツ州ウィルミントンおよび独カールスルーエ) の買収合意に達したことを発表。
2012 年 4 月、モバイル管理ソリューションの株式非公開プロバイダーである独 DIALOGS 社を買収。
2014 年 2 月、ネットワークセキュリティ製品の大手グローバルプロバイダーである 米 Cyberoam Technologies 社を買収したことを発表。
2014 年 10 月、クラウドベースの大手セキュリティベンダーである米 Mojave Networks 社を買収。

## 製品

### ネットワーク保護
- Sophos UTM: Web 閲覧の保護、アンチスパムフィルター、アンチウイルス保護を含む、ハードウェア (またはソフトウェア仮想アプライアンス) ネットワークファイアウォール。
  - 次世代型ファイアウォール
  - Web アプリケーションファイアウォール
  - Secure Web Gateway
  - Secure Email Gateway
- Secure VPN
- Secure Wi-Fi

### エンドユーザー保護
- Enduser Protection Suite: ウイルス対策、暗号化、データ保護、Web フィルター、アンチスパム、一元管理を含むインターネットセキュリティソリューションであり、Microsoft Windows、Apple OS X、Linux、UNIX ディストリビューション (特に Ubuntu および Oracle Solaris に対応)、Android、iOS 向けに提供されている。
  - Endpoint Anti-Virus
  - Sophos Cloud
- Mobile Control: モバイルセキュリティを統合したモバイルコンテンツおよびデバイス管理ツール。Android、iOS、Windows Phone、Ubuntu Touch に対応している。
- SafeGuard Encryption: 追加設定なしですぐに利用できる暗号化コンソール。Apple OS X (Mac FileVault 2 暗号化機能を使用) および Microsoft Windows (Microsoft BitLocker 暗号化機能を使用) に対応している。

### サーバー保護
- Virtualization Security
- Server Security
- SharePoint Security
- Network Storage Antivirus
- PureMessage

## ソフォスラボ (SophosLabs)
ソフォスラボ (SophosLabs) は、オックスフォード、アーメダバード、バンクーバー、シドニー、ブダペストに配置され、脅威解析者が24時間365日体制で、ウイルスや迷惑メールの解析、悪意あるプログラムをホストしているWebサイト調査など行っている。そこで解析されたマルウェアの解析情報や悪意あるプログラムをホストしているサイトやフィッシングなど悪質なサイトの URL は、すぐに、クラウド上のデータベースで共有され、Sophos Live Protection を利用しているユーザーの環境で、あやしい動作をするプログラムなどを見つけると瞬時にチェックし、最新の脅威から保護できる。また、ソフォスラボは 1 年毎に最新の脅威傾向をソフォスセキュリティ脅威レポートとして公開する。

## ソフォスセキュリティ脅威レポート
ソフォスラボが 1 年ごとに発行するセキュリティ脅威レポート。

## ソフォスの無償ツール
・Sophos Home

・Sophos XG Firewall Home Edition

・Sophos Virus Removal Tool

・Sophos UTM Home Edition

ソフォスが提供している無償ツールは、ホームページより ダウンロード できる。